# Формозу Нету, Жозе Педру
Жозе Педру Формозу Нету (порт. José Pedro Formoso Neto; родился 19 апреля 2008 года в Алжуштреле, Португалия) — португальский футболист, защитник юношеской команды клуба «Бенфика».

## Клубная карьера
Жозе делал первые шаги в футболе в детской команде «Минейру Алжуштрейленси» из своего родного посёлка. В 2017 году защитник вошёл в систему именитой «Бенфики». После завершения сезона 2023/24, по итогам которого Жозе стал юношеским чемпионом Португалии, он подписал со своим клубом первый профессиональный контракт.

## Карьера в сборной
С 2024 года Жозе представляет Португалию на юношеском уровне. В 2025 году в составе сборной Португалии до 17 лет он выступал на юношеском чемпионате Европы в Албании. На этом турнире защитник провёл без замен 4 матча, пропустив только встречу открытия против сборной Албании (до 17 лет). В конечном итоге Жозе и его национальная сборная стали чемпионами Европы среди юношей. Суммарно защитник провёл 16 матчей и забил 1 гол за юношеские португальские сборные.

## Достижения
Сборная Португалии (до 17 лет)
- Чемпион Европы (до 17 лет) (1): 2025